# ماللی-دونگ
ماللی-دونگ (به لاتین: Malli-dong) یک منطقهٔ مسکونی در کره جنوبی است که در Jung District واقع شده‌است.